# Ben Wheatley
Benjamin Wheatley (Billericay, Essex, Inglaterra, Reino Unido, 7 de noviembre de 1972) es un director de cine, guionista, montajista y productor inglés, Al comenzar su carrera en publicidad, Wheatley ganó reconocimiento y aclamación por sus comerciales y cortometrajes, antes de hacer la transición a largometrajes y programas de televisión. Es conocido por su trabajo en los géneros de suspenso y terror, y sus películas frecuentemente incorporan elementos pesados de comedia negra y sátira. Sus obras más conocidas incluyen las películas de terror psicológico Kill List (2011) y A Field in England (2013), la adaptación de la obra de J. G. Ballard High-Rise (2015) y la comedia de acción Free Fire (2016).
Wheatley ha recibido numerosos elogios por su trabajo, incluido un Evening Standard British Film Award, cinco nominaciones al British Independent Film Awards y numerosos premios y honores de festivales de cine como South by Southwest, Festival Internacional de Cine de Karlovy Vary, Festival Internacional de Cine de Mar del Plata, Festival de Cine de Raindance, Festival Internacional de Cine de Toronto y el Festival de cine de Cannes.

## Vida personal
Wheatley nació en Billericay, Essex. Fue a la Haverstock School en el norte de Londres y fue aquí durante el sexto curso donde conoció a Amy Jump, que ahora es su esposa y cofundadora del blog "Mr and Mrs Wheatley". La pareja tiene un hijo y vive en Brighton.

## Carrera
Inicialmente director de cortometrajes y animador, Wheatley trasladó su trabajo a Internet. Su clip Cunning stunt, que muestra a su amigo Rob Hill saltando por encima de un automóvil, ha tenido más de 10 millones de visitas. Las más de cien animaciones cortas y juegos que se encuentran en el sitio "Mr and Mrs Wheatley" fueron notados por las grandes compañías de medios y el trabajo de Wheatley se expandió a los medios de comunicación.
En 2006, Wheatley ganó un premio León en el Festival Internacional de la Creatividad Cannes Lions por dirigir el viral AMBX, con The Viral Factory. En julio de 2006 dirigió secciones de acción en vivo de la serie de televisión Modern Toss, que se emitió por Channel 4. Wheatley también ha escrito y creado clips para Time Trumpet de BBC Two y ha dirigido sketches para Comedy Shuffle de BBC Three y las series 5 y 6 de Ideal. En 2008, Wheatley cocreó y dirigió la serie de sketches The Wrong Door para BBC Three.
En mayo de 2009 dirigió el largometraje Down Terrace en ocho días; ganó el premio Next Wave en el Fantastic Fest en Austin y Mejor Película del Reino Unido en el Festival de Cine de Raindance. En 2010, Wheatley completó su segunda película, Kill List, para Warp X. La película recibió elogios de la crítica y le valió a Michael Smiley un British Independent Film Awards al Mejor Actor de Reparto. La película tiene una calificación de 76% en Rotten Tomatoes con un consenso de la crítica que describe la película como "un thriller criminal de fuego lento ejecutado por expertos que se nutre de la tensión antes de transformarse en un horror visceral".
La tercera película de Wheatley fue la comedia negra Sightseers, estrenada en el Reino Unido en noviembre de 2012. Fue escrita por sus estrellas, Alice Lowe y Steve Oram, con material adicional de Amy Jump, y fue elegida para la sección de la Quincena de Realizadores del Festival Internacional de Cine de Cannes de 2012. La cuarta película de Wheatley, A Field in England, fue financiada a través del centro de talentos e ideas de Film4. Le siguió en 2016 la cinta High Rise, una adaptación de la novela homónima de J. G. Ballard. También ha dirigido anuncios para Blink Productions y Moxie.
Se anunció una serie de televisión de ciencia ficción titulada Silk Road, escrita y dirigida por Wheatley. Se dice que está "en la línea de la serie de televisión de Patrick McGoohan The Prisoner" y se proyectará en HBO. En 2014, Wheatley dirigió los dos primeros episodios de la octava temporada de Doctor Who, un programa del que ha sido fanático desde la infancia.
Wheatley escribió y dirigió Free Fire, protagonizada por un elenco que incluía a Cillian Murphy, Brie Larson, Armie Hammer y Sharlto Copley. Su película Happy New Year, Colin Burstead se hizo para el calendario navideño de 2018 de la BBC , pero estuvo disponible en Iplayer durante la totalidad de 2019.
En noviembre de 2018, Wheatley fue anunciado como el director de una nueva adaptación de la novela romántica gótica de Daphne du Maurier, Rebecca, una producción de Working Title Films que se estrenó en Netflix. La película está protagonizada por Lily James, Armie Hammer y Kristin Scott Thomas. La película recibió críticas mixtas tras su lanzamiento en octubre de 2020, con una puntuación de 46 en el sitio de recopilación de reseñas Metacritic.
En el otoño de 2019, Wheatley fue anunciado como el director de Tomb Raider 2, basado en la popular franquicia de videojuegos del mismo nombre y protagonizada por la actriz ganadora del Oscar, Alicia Vikander. Sin embargo, en octubre de 2020 se anunció que el lanzamiento de la película en marzo de 2021 se había retrasado indefinidamente en medio de una serie de problemas de producción relacionados con la Pandemia de COVID-19. En enero de 2021, Wheatley fue reemplazado por la creadora de Lovecraft Country, Misha Green.
En octubre de 2020, se anunció que Wheatley se haría cargo de la secuela de la película de terror de ciencia ficción Megalodón, protagonizada por Jason Statham y Li Bingbing, basada en la serie de novelas homónima de Steve Alten. Este confirmó que la película secuela será una adaptación del segundo libro de la serie, The Trench.
En noviembre de 2020, se anunció que Wheatley había terminado la producción de In the Earth, una película de terror ambientada en una pandemia protagonizada por Joel Fry, Ellora Torchia, Hayley Squires y Reece Shearsmith. Neon distribuyó la película en Estados Unidos durante 2021.

## Filmografía

### Cine
| Año  | Título                         | Director | Guionista | Editor | Nota                         |
| ---- | ------------------------------ | -------- | --------- | ------ | ---------------------------- |
| 2009 | Down Terrace                   | ✓        | ✓         | ✓      | También Productor ejecutivo  |
| 2011 | Kill List                      | ✓        | ✓         | ✓      |                              |
| 2012 | Sightseers                     | ✓        |           | ✓      |                              |
| 2012 | The ABCs of Death              | ✓        |           | ✓      | Segmento: U Is for Unearthed |
| 2013 | A Field in England             | ✓        |           | ✓      |                              |
| 2015 | High-Rise                      | ✓        |           | ✓      |                              |
| 2016 | Free Fire                      | ✓        | ✓         | ✓      |                              |
| 2018 | Happy New Year, Colin Burstead | ✓        | ✓         | ✓      |                              |
| 2020 | Rebecca                        | ✓        |           |        |                              |
| 2021 | In the Earth                   | ✓        | ✓         | ✓      |                              |
| TBA  | Meg 2: The Trench              |          |           |        |                              |

### Televisión
| Año       | Título                         | Director | Guionista | Nota                                        |
| --------- | ------------------------------ | -------- | --------- | ------------------------------------------- |
| 2006      | Time Trumpet                   |          | ✓         | 4 episodios                                 |
| 2008      | Modern Toss                    | ✓        |           | 4 episodios                                 |
| 2008      | The Wrong Door                 | ✓        | ✓         | 6 episodios                                 |
| 2009      | Steve Coogan: The Inside Story | ✓        |           | Especial de TV, codirección con Dave Walker |
| 2009-2010 | Ideal                          | ✓        |           | 14 episodios                                |
| 2014      | Doctor Who                     | ✓        |           | 2 episodios                                 |
| 2018-2019 | Strange Angel                  | ✓        |           | 3 episodios                                 |
| TBA       | Generación Z                   | ✓        |           | 6 episodios                                 |

### Vídeos musicales
- 2013: «Formaldehyde» de Editors
- 2020: «Mork n Mindy» de Sleaford Mods

## Premios y nominaciones
| Año  | Premio                                          | Categoría                                           | Trabajo                        | Resultado |
| ---- | ----------------------------------------------- | --------------------------------------------------- | ------------------------------ | --------- |
| 2009 | Fantastic Fest                                  | Premio Next a Mejor Película                        | Down Terrace                   | Ganador   |
| 2009 | Festival de Cine de Raindance                   | Premio del Jurado a Mejor Película Británica        | Down Terrace                   | Ganador   |
| 2009 | Evening Standard British Film Awards            | Mejor Guion                                         | Down Terrace                   | Nominado  |
| 2011 | British Independent Film Awards                 | Mejor Director                                      | Kill List                      | Nominado  |
| 2011 | British Independent Film Awards                 | Mejor Guion                                         | Kill List                      | Nominado  |
| 2011 | Bucheon International Fantastic Film Festival   | Lo mejor de Bucheon                                 | Kill List                      | Nominado  |
| 2011 | Evening Standard British Film Awards            | Mejor Guion                                         | Kill List                      | Nominado  |
| 2011 | Fangoria Chainsaw Awards                        | Mejor Guion                                         | Kill List                      | Nominado  |
| 2011 | South by Southwest                              | Premio de la Audiencia - Midnight Feature           | Kill List                      | Nominado  |
| 2012 | Evening Standard British Film Awards            | Premio Peter Sellers a Mejor Comedia                | Sightseers                     | Ganador   |
| 2012 | Bucheon International Fantastic Film Festival   | Lo mejor de Bucheon                                 | Sightseers                     | Ganador   |
| 2012 | British Independent Film Awards                 | Mejor Director                                      | Sightseers                     | Nominado  |
| 2012 | Festival Internacional de Cine de Mar del Plata | Mejor Película                                      | Sightseers                     | Nominado  |
| 2012 | Festival de Cine de Sitges                      | Mejor Película                                      | Sightseers                     | Nominado  |
| 2012 | Festival Internacional de Cine de Locarno       | Premio Variety Piazza Grande                        | Sightseers                     | Nominado  |
| 2012 | Festival Internacional de Cine de Chicago       | Premio Golden Chicago Hugo (After Dark Competition) | The ABCs of Death              | Nominado  |
| 2013 | Festival Internacional de Cine de Karlovy Vary  | Premio Especial del Jurado                          | A Field in England             | Ganador   |
| 2013 | Festival Internacional de Cine de Karlovy Vary  | Globo de Cristal                                    | A Field in England             | Nominado  |
| 2013 | Dublin Film Critics' Circle                     | Mejor Director                                      | A Field in England             | Nominado  |
| 2013 | Festival de Cine de Sitges                      | Mejor Película                                      | A Field in England             | Nominado  |
| 2015 | Festival Internacional de Cine de Toronto       | Premio TIFF Platform                                | High-Rise                      | Ganador   |
| 2016 | Festival Internacional de Cine de Toronto       | Premio People's Choice                              | Free Fire                      | Ganador   |
| 2016 | British Independent Film Awards                 | Mejor Director                                      | Free Fire                      | Nominado  |
| 2016 | Festival Internacional de Cine de Mar del Plata | Mejor Película                                      | Free Fire                      | Nominado  |
| 2016 | Festival Internacional de Cine de Róterdam      | Premio MovieZone                                    | Free Fire                      | Nominado  |
| 2016 | Festival Internacional de Cine de San Sebastián | Concha de Oro                                       | Free Fire                      | Nominado  |
| 2018 | British Independent Film Awards                 | Mejor Edición                                       | Happy New Year, Colin Burstead | Nominado  |
| 2018 | Festival de Cine de Londres                     | Mejor Película                                      | Happy New Year, Colin Burstead | Nominado  |